# Ruimtevaart

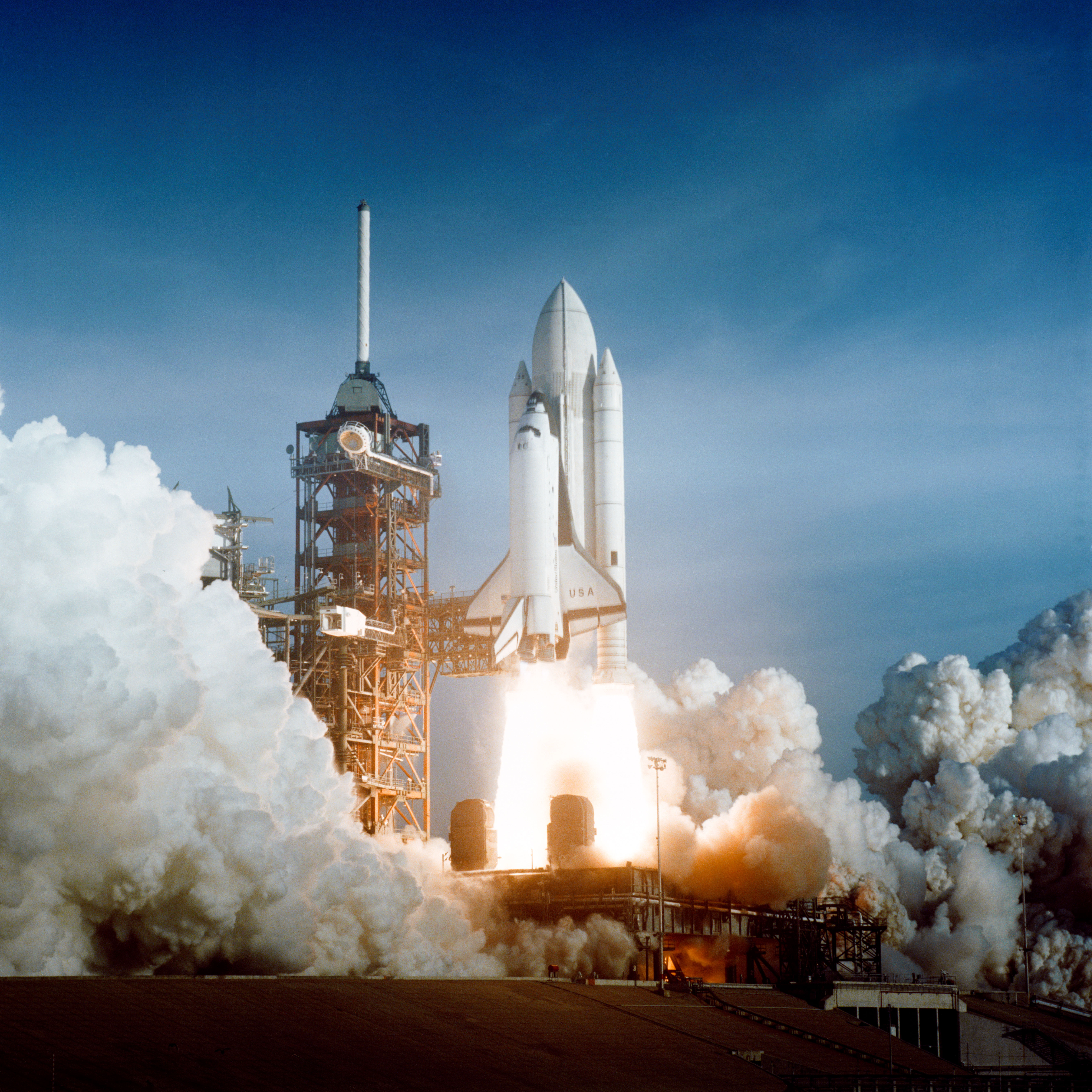
Lancering van de Spaceshuttle Columbia in 1981, de eerste spaceshuttle van NASA

Ruimtevaart is de menselijke activiteit in de ruimte, buiten de aardse dampkring. Volgens de Fédération Aéronautique Internationale (FAI) begint de ruimte op een hoogte van 100 kilometer, de Kármánlijn. De Amerikaanse luchtmacht en de Amerikaanse luchtvaartautoriteit FAA hanteren echter een minimale hoogte van 80,5 kilometer (50 mijl).
Ruimtevaart wordt mogelijk gemaakt door middel van verschillende lanceersystemen, vaak via raketlancering vanaf een lanceerbasis. Een raket produceert tijdens een lancering een stuwkracht die groter is dan de aardse zwaartekracht, waardoor de raket opstijgt. Vervolgens wordt vaak de horizontale snelheid vergroot waardoor de raket, althans de payload, in een baan om de aarde wordt gebracht. Sommige ruimtevaartuigen blijven voor onbepaalde tijd in de ruimte, sommige vallen uit elkaar tijdens atmosferische terugkeer en andere bereiken een planetair oppervlak.
De Russische kosmonaut Joeri Gagarin was de eerste mens in de ruimte aan boord van Vostok 1. Voorbeelden van bemande ruimtevluchten zijn de maanlanding van de Apollo en het spaceshuttleprogramma van de Verenigde Staten, het Russische Sojoez-programma, evenals het internationaal ruimtestation (ISS). Voorbeelden van onbemande ruimtevaart zijn ruimtesondes die de baan om de aarde verlaten, of satellieten in een baan rond de aarde, zoals communicatiesatellieten.
Ruimtevaart wordt gebruikt bij ruimteonderzoek, zoals verkenning van het zonnestelsel, en bij commerciële activiteiten zoals ruimtetoerisme en satelliettelecommunicatie. Andere niet-commerciële toepassingen van ruimtevluchten zijn onder meer ruimtetelescopen, spionagesatellieten en andere satellieten die de Aarde of andere hemellichamen observeren.

## Literatuur en grondleggers

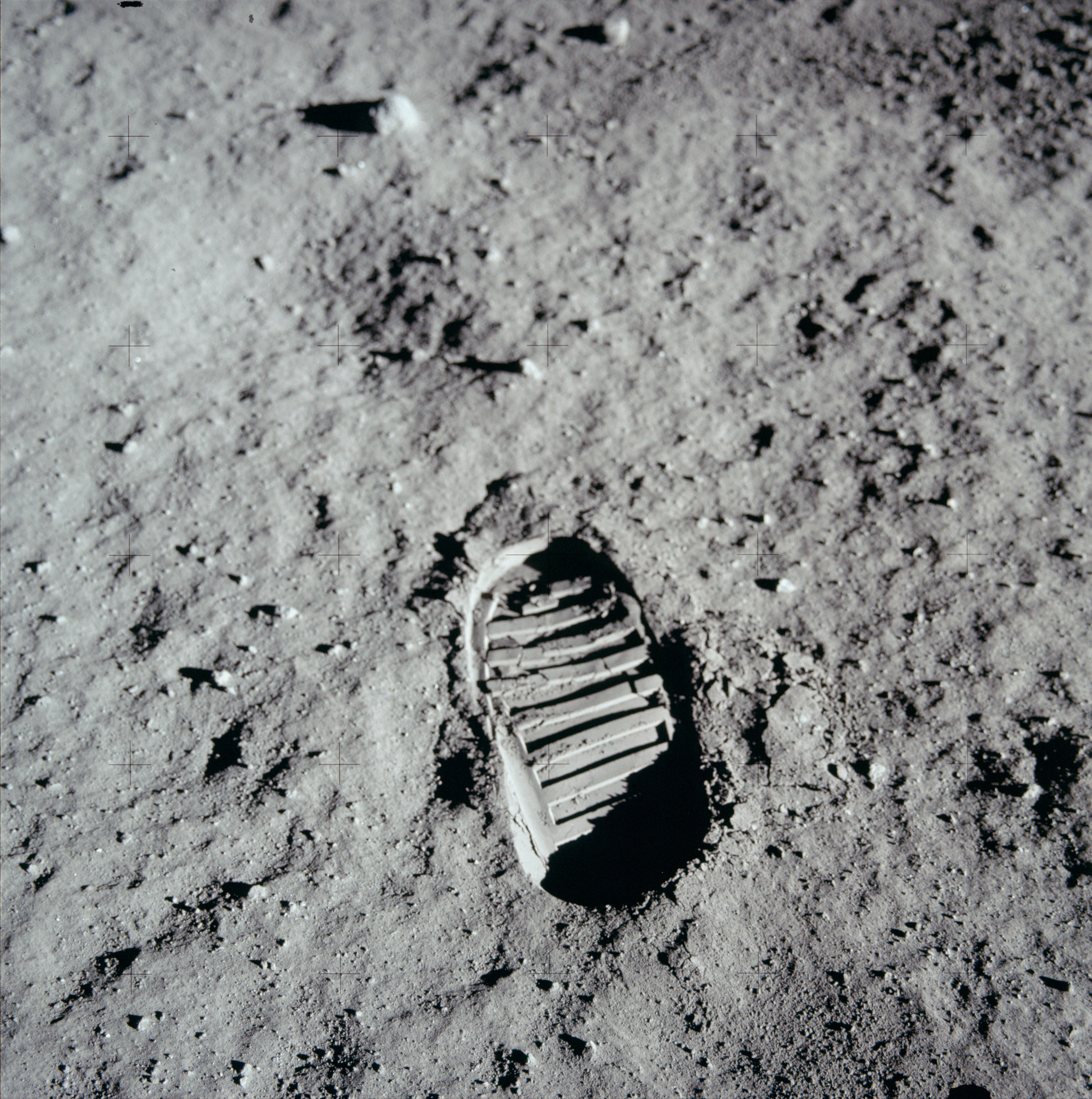
Een voetstap op het maanoppervlak

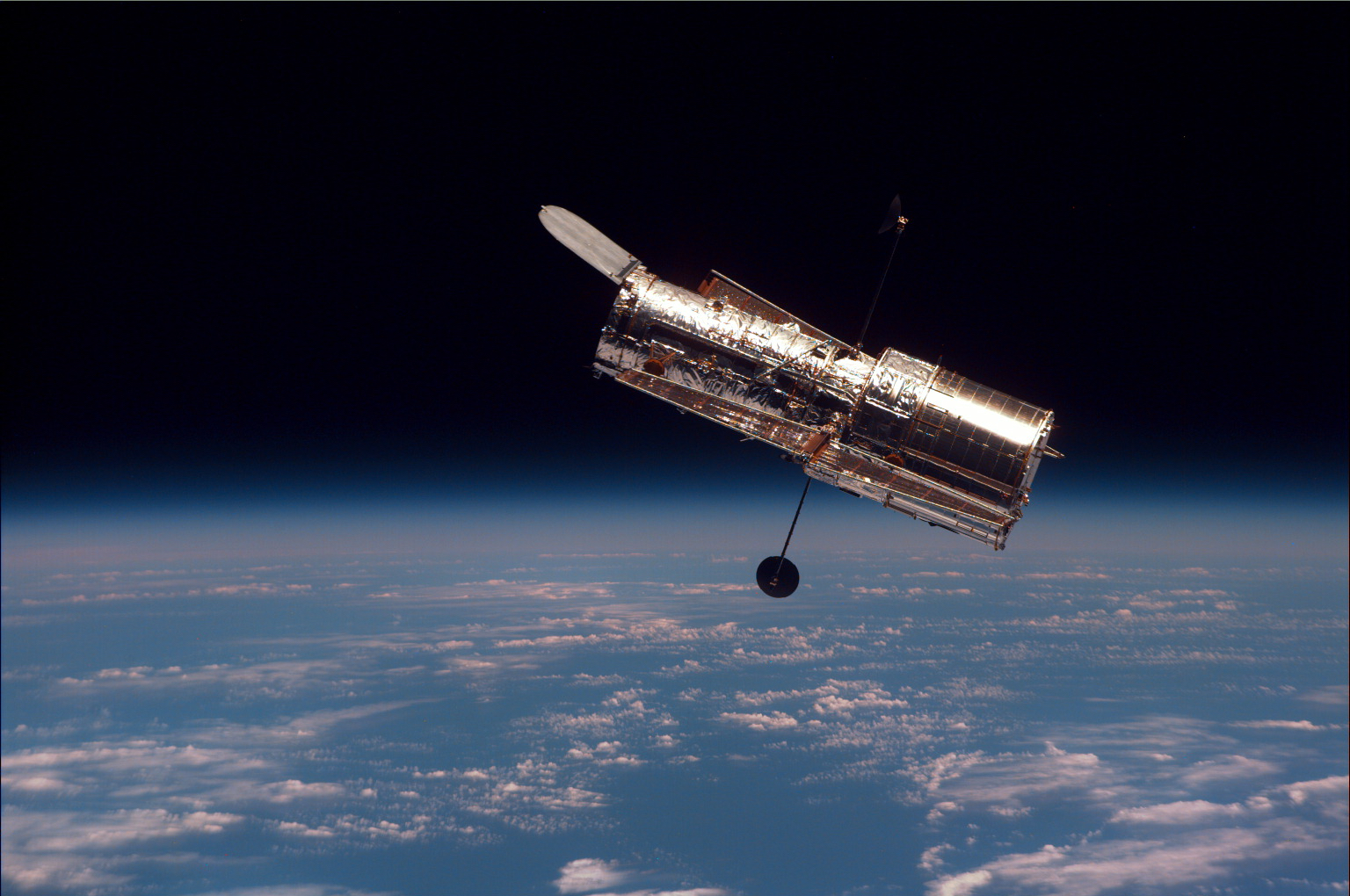
De Hubble Space Telescope

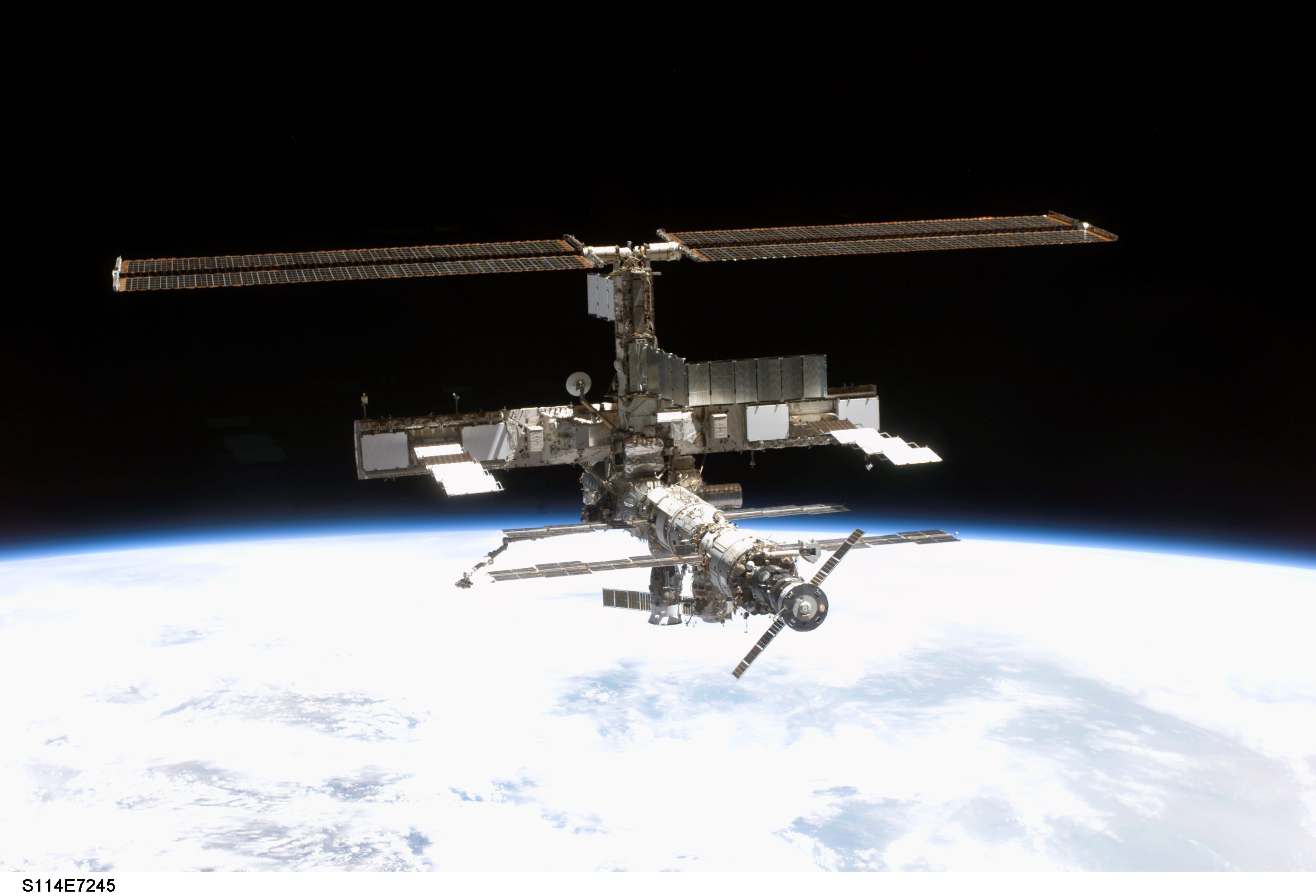
het Internationaal Ruimte Station ISS

SpaceShipOne